# Feria de Málaga

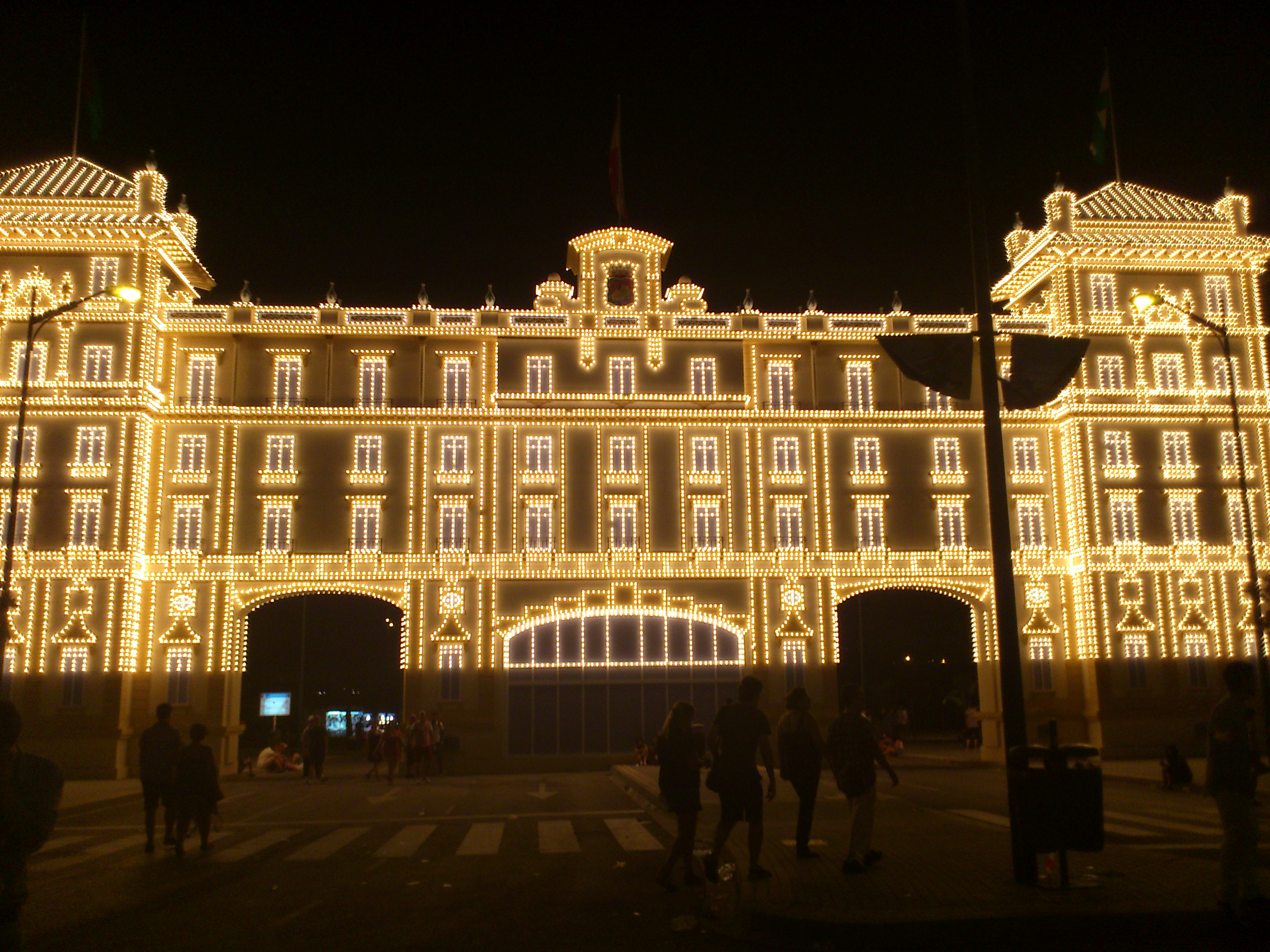
Portada del Recinto Ferial Cortijo de Torres, año 2012

La Feria de Málaga o Feria de Agosto es la celebración de la entrada de los Reyes Católicos a la ciudad el 19 de agosto de 1487. Comienza el segundo viernes de agosto, con el espectáculo de los fuegos artificiales.

## Historia
La historia de la Feria de Málaga conmemora la toma de la ciudad por parte de los Reyes Católicos el 19 de agosto de 1487, incorporándola a la Corona de Castilla. 
Estos dieron a la ciudad la imagen de la Virgen de la Victoria. El recién formado Ayuntamiento acordó como conmemoración de la toma de la ciudad por los Reyes Católicos, se hiciera una fiesta anual el día de la Asunción, para conmemorar aquel hecho.
La celebración tuvo lugar el 15 de agosto de 1491 con una procesión. El siguiente año se trasladó la celebración de la fiesta al día 19 de agosto, día de San Luis. Ese año hubo una procesión y una pequeña corrida con cuatro toros. Continuó celebrándose la fiesta cada año, y en el siglo XVII se tiraban cohetes y se montaban espectáculos de fuegos artificiales. En la procesión se llevaba el estandarte real con el que se ganó Málaga, y la procesión se dirigía desde la Catedral hasta la iglesia de Santiago donde se celebraba la misa. Con el transcurso del tiempo, la festividad de San Luis fue quedando reducida a la misa y el sermón.

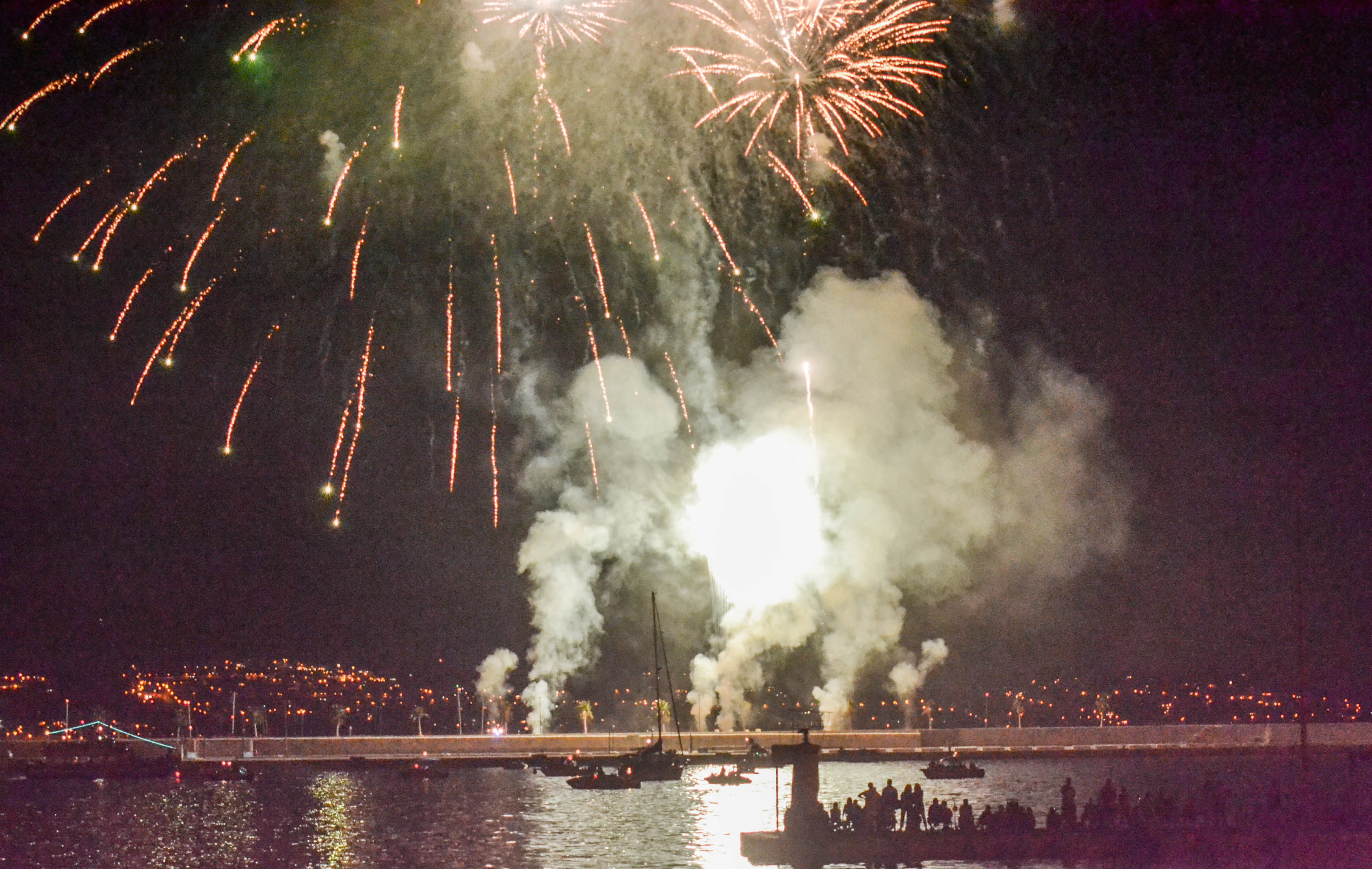
Fuegos artificiales el día de la inauguración de las fiestas.

Posteriormente, y coincidiendo con las celebraciones Litúrgicas del Cabildo Catedralicio, el Cabildo Municipal de Málaga estableció el inicio de las fiestas populares que en ese año se celebraron el 15 de agosto. En 1887, como la conmemoración del IV Centenario de la conquista, se retoma la fecha tradicional de la toma de Málaga por los cristianos y se instaura la procesión de la Virgen de la Victoria, una procesión simulando la entrada de los Reyes Católicos y su ejército, exposiciones de plantas y flores, regatas, conciertos, corridas de toros, etc.
La Feria de Málaga ha tenido varios puntos de encuentro a lo largo de su historia. Inicialmente, la Feria de Málaga se instaló en el Muelle de Heredia, pasando por el Parque, Teatinos y otros lugares hasta llegar a su actual ubicación en el Cortijo de Torres, lugar en el que se encuentra también el Palacio de Ferias y Congresos de Málaga.
El viernes de los Fuegos se da el pistoletazo de salida con el pregón, anteriormente se celebraba en el balcón del Ayuntamiento pero desde hace algunos años se hace en la playa de la Malagueta.

## Actividades

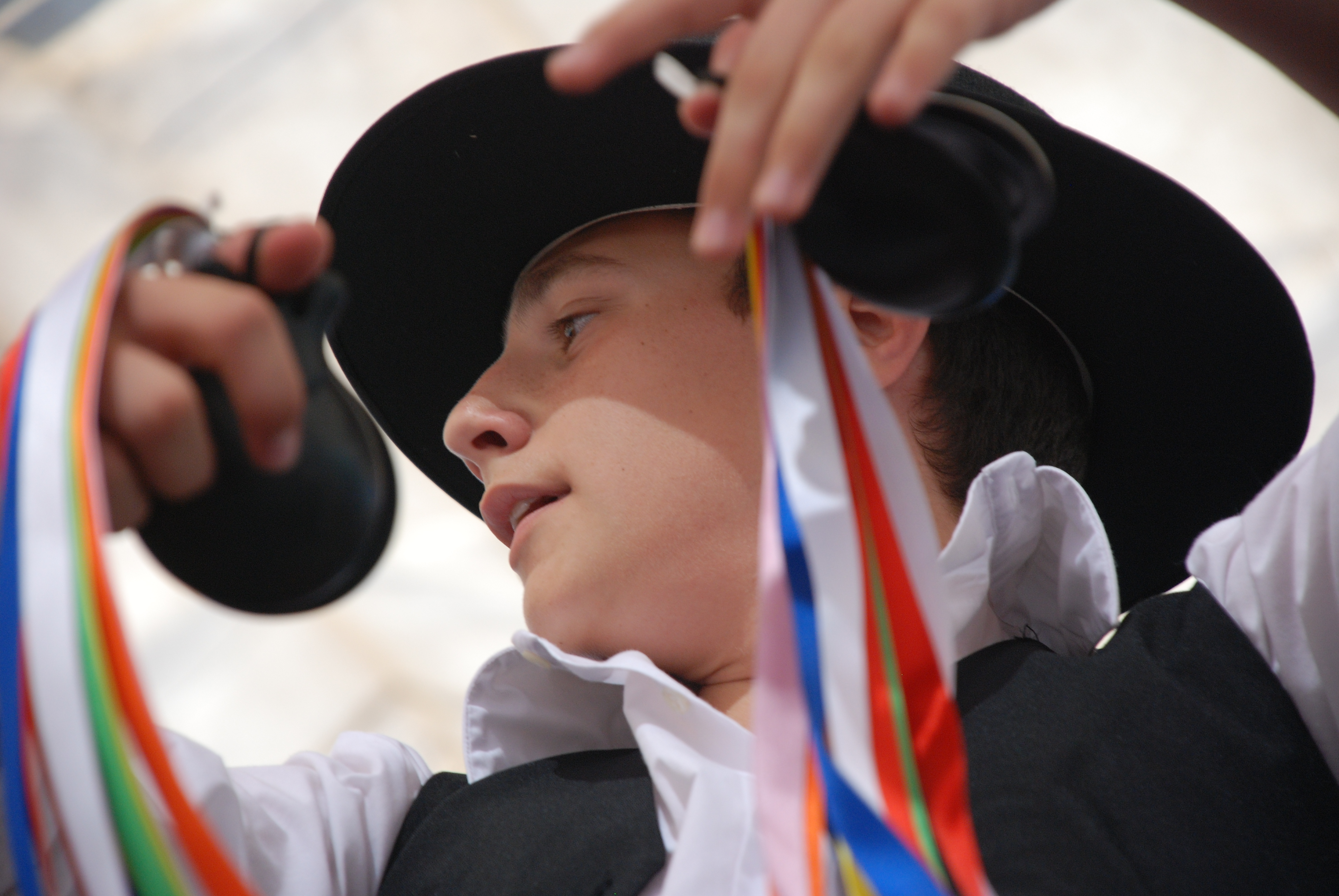
Bailaor de verdiales.

Una de las singularidades de la Feria de Málaga reside en la división de las zonas de celebración, pues aunque el recinto ferial se encuentra en el Cortijo de Torres, el centro histórico de Málaga vive su particular "Feria de día". Por tanto se podría decir que en Málaga existen dos ferias, la "Feria de día", en el centro de la ciudad, y la "Feria de noche" en el Cortijo de Torres, aunque en el recinto ferial se mantiene la actividad festiva durante toda la jornada.

### Feria de día

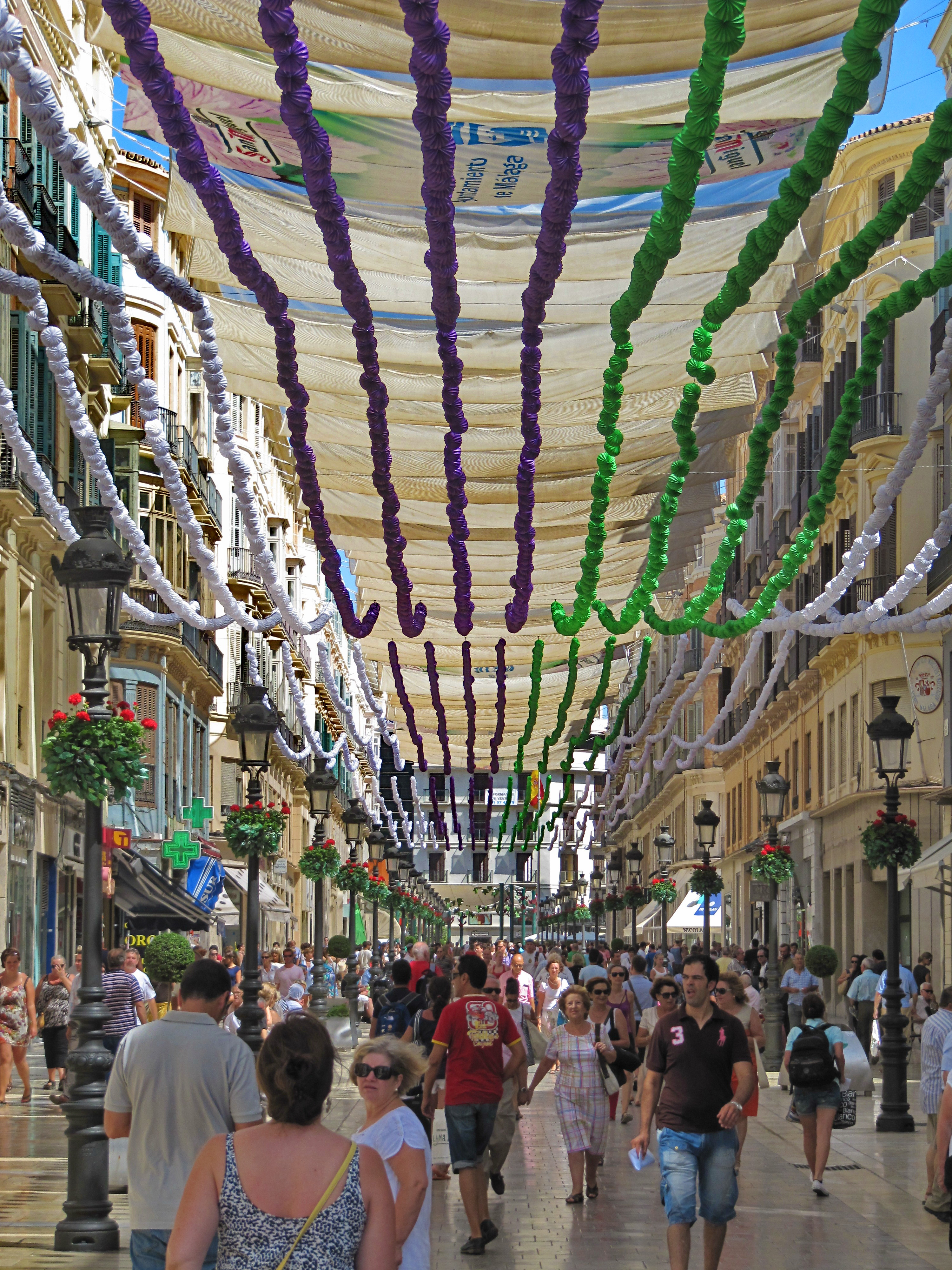
La calle Larios durante la feria.

Por el día, el centro de la ciudad es un hervidero de gente, debido en gran medida a la fecha de celebración en la que cientos de miles de personas de todos los rincones del mundo pasan sus vacaciones en la Costa del Sol. Las calles del centro histórico son decoradas con farolillos y adornos florales, se montan casetas, se celebran espectáculos para niños y mayores, bailes, pasacalles con orquestas y un sinfín de eventos entre los que cabría destacar a las Pandas de Verdiales que recorren las vías y plazas principales mostrando su singular y antiguo folclore, mientras los carruajes y tiros de caballos engalanados toman las calles de la ciudad. Asimismo el flamenco y la copla están presentes en toda la feria ya que no hay que olvidar que Málaga y su provincia es una zona geográfica del cante. Además de la música tradicional, en multitud de establecimientos durante la Feria de día y en las casetas en la Feria de la noche se pueden escuchar diferentes estilos musicales para cualquier gusto.

### Feria de noche
Por la noche la fiesta se concentra en el recinto ferial, donde de forma ordenada se sitúan casetas, puestos de feriantes y atracciones mecánicas para la diversión de todos los públicos.

### Los toros

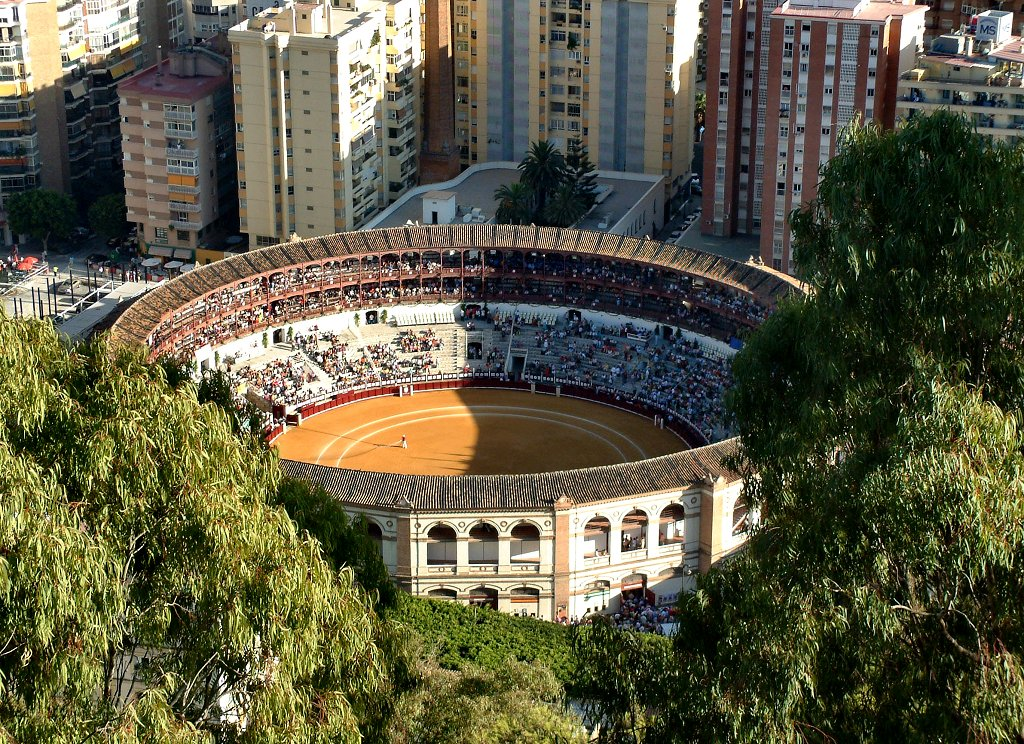
Plaza de toros de la Malagueta

Los principales espadas de la fiesta nacional se dan cita en la Plaza de Toros de la Malagueta, que se convierte cada tarde durante la Feria de Agosto en una convocatoria ineludible para los amantes de la tauromaquia.
En el año 2003, comenzó a organizarse la corrida picassiana es una corrida de toros tradicional de la Feria de Málaga en la cual los se juntan el arte de la pinturas y la tauromaquia toreros y cuadrilla lleva una indumentaria peculiar de estilo picassiano, la corrida se celebra haciendo homenaje a Pablo Picasso, las tablas de la plaza se decoran con pinturas, esta es la única corrida que se celebra de este tipo en el mundo.
Los festejos de la feria taurina abarcan desde la preferia hasta la mitad de la feria de Málaga. A partir de que terminan los festejos oficiales, comienzan el certamen internacional de escuelas taurinas “La Malagueta”, donde se dan cita los jóvenes alumnos de las principales escuelas taurinas del mundo; la novillada final del certamen incluye a tres finalistas, de los que saldrá el ganador oficial del certamen. La novillada coincide con el final de la feria de Málaga.

## Pregoneros
1987: Alejo García
1988: Manuel Alcántara
1989: Rafael Pérez Estrada
1990: Manuel Alvar López
1991: Pablo García Baena
1992: María Victoria Atencia
1993: Antonio Soler
1994: Matías Prats Cañete
1995: Miguel Romero Esteo
1996: Gregorio Sánchez Fernández (Chiquito de la Calzada)
1997: Carlos Álvarez
1998: Pedro Luis Gómez 
1999: Javier Conde
2000: Antonio Banderas
2001: María Teresa Campos
2002: Nacho Rodríguez
2003: Antonio Garrido Moraga
2004: Julio Iglesias
2005: Estrella Morente
2006: Diana Navarro
2007: Pasión Vega
2008: Sandro
2009: Manuel Bandera
2010: Javier Ojeda
2011: Pablo Alborán
2012: Dani Rovira
2013: Antonio de la Torre
2014: Manolo Sarriá
2015: Pablo López
2016: Vanesa Martín
2017: María del Mar Rodríguez (La Mari de Chambao)
2018: Pablo Aranda
2019: Adelfa Calvo
2020 y 2021: no hubo pregón debido a la pandemia de COVID-19
2022: María Peláez
2023: Alberto Díaz
2024: El Kanka
2025: Javier Castillo

## La Feria de Málaga y las nuevas tecnologías

### Agenda geolocalizada
Como novedad para la edición 2016 se ha llevado a cabo una agenda geolocalizada donde se incluyen todos los eventos de la feria de Málaga. Los conciertos, actividades infantiles, grupos de verdiales... toda la información distinguida en días, horarios, y localizada en planos, para disfrutar de toda la oferta cultural que se programa para la semana más esperada de agosto.
Esta iniciativa ha sido posible gracias a la aportación desinteresada de Forma Masiva, con el uso de la herramienta Pic&Map (picandmap) y la aportación de información del Ayuntamiento de Málaga; que una vez más apuesta por las introducción de las nuevas tecnologías para facilitar el acceso y difusión de la información.

### En la red
Este año la Feria acumula un alto número de menciones, existiendo en Twitter, una de las redes sociales más populares, un “minicanal” asociado al hashtag #feriamlg. También se mantendrá la práctica iniciada en ediciones anteriores que permitirá seguir al minuto la Feria en la web a través de los medios de los que dispone Onda Azul, sus redes sociales, retransmisiones en directo o la posibilidad de acceder a su programación a la carta.

### Cobertura WiFi
En la Feria de 2016 y con la colaboración de PTV se ampliará la cobertura de la red wifi gratuita, dentro del proyecto “Comparte tu feria” con el que se consigue un efecto multiplicador del impacto en las redes sociales y se facilita el acceso de los ciudadanos a la información en internet. La cobertura en la Feria del Centro será como en ediciones anteriores 2015 en la calle Larios y la plaza de la Constitución, y este año se incorporarán por primera vez la plaza de las Flores y la plaza del Cervantes. Por su parte, en el recinto ferial de Cortijo de Torres contarán con cobertura wifi gratuita las atracciones y la zona de casetas familiares. En total, se pondrán en servicio más de 40 antenas para hacer frente a este servicio, que han sido ubicadas gracias a la colaboración de las casetas y de entidades y empresas.

### Servicio de telecomunicaciones durante la feria
Por otro lado, el Ayuntamiento de Málaga ha garantizado el servicio de telecomunicaciones de voz y datos durante la Feria 2016 gracias a la firma de sendos convenios con las compañías de Telefónica Móviles España y Vodafone España. Ambas entidades deberán dimensionar adecuadamente la red celular existente en el entorno del recinto ferial de Cortijo de Torres al objeto de encarar los problemas de saturación de canales disponibles en la telefonía móvil, y garantizar la prestación de un servicio de máxima calidad y eficacia.
El Ayuntamiento autoriza a ambas compañías para la instalación de los equipamientos de telecomunicación para mejorar la cobertura de telefonía móvil. De este modo se preserva la operatividad del servicio de emergencias 112, que está soportado en la telefonía móvil y que podría verse afectado en un entorno con una muy alta concentración de personas como ocurre en el recinto ferial.

## Repercusión socioeconómica y transportes
La Feria de Málaga recibe en torno a los 2,1 millones de visitantes, de los cuales unos 340.000 son turistas y el impacto económico sobre la ciudad está por encima de los 35,5 millones de euros.

### Transportes públicos
Durante la Feria de Málaga, tanto la EMT Málaga como el Consorcio de Transporte Metropolitano de Málaga pone en funcionamiento servicios especiales de autobuses urbanos e interurbanos desde diferentes puntos de la propia ciudad de Málaga, como del área metropolitana, Benalmádena Costa, Rincón de la Victoria, Alhaurín de la Torre, Casabermeja, Santa Rosalía y Campanillas.

#### Servicios especiales de Feria
Éstos servicios especiales se efectúan en la semana de feria, con horario de 21:00 a 6:30. La tarifa del billete es de 1.70 € y la de la tarjeta Feria (10 viajes) 12,95 €, aunque puede variar de año a año. Esta tarjeta "Feria" es válida durante un año, funcionando como billete para las líneas especiales hacia la feria y para las líneas ordinarias (excepto línea A).
| Línea | Trayecto                                        |
| ----- | ----------------------------------------------- |
| 1A    | Ciudad Jardín - Capuchinos - Victoria           |
| 1B    | San Andrés - Dos Hermanas                       |
| 2     | Ciudad Jardín - San José - Alegría de la Huerta |
| 3A    | Puerta Blanca - Avda. de Velázquez - Huelin     |
| 3B    | Ayala - Huelin - Héroe De Sostoa                |
| 4     | Los Tilos - Cruz de Humilladero                 |
| 5     | Guadalmar - San Julián                          |
| 7A    | Arroyo - Camino Suárez - Gamarra                |
| 7B    | Parque Lítoral - Misericordia - Huelin          |
| 8A    | Mármoles - Camino de Antequera                  |
| 8B    | El Cónsul - Colonia Santa Inés - Soliva         |
| 9     | Avda. de Velázquez - Churriana                  |
| 11    | El Palo - Pedregalejo                           |
| 17    | La Palma - Trinidad - Eugenio Gross             |
| 18    | Ciudad Jardín - Teatinos (1,40 €) *             |
| 19    | Maqueda-Campanillas-Intelhorce-Ortega y Gasset  |
| 20    | Alegría de la Huerta - Los Prados (1,40 €) *    |
| 21    | Puerto de la Torre - Junta Los Caminos          |
| 22    | Avda. de Velázquez - Universidad (1,40 €) *     |
|       |                                                 |
| 38    | Granja Suárez - Carlinda                        |
| F     | Centro - Recinto Ferial **                      |

(*) Las líneas 18, 20 y 22 funcionan como líneas ordinarias. 
La línea 18 verá modificado su recorrido, con una parada extra en la Avenida María Zambrano.
Las líneas diurnas 4 y 22 verán modificado su recorrido por Cortijo Alto, desviándose por: Ortega y Gasset, Avenida María Zambrano.
La línea 20 se verá modificado según el horario:
- Desde las 6:20 hasta las 21:00: Juan Gris, Ortega y Gasset, París, recorrido habitual.
- Desde las 21:00 hasta las 24:00:
  - Hacia Los Prados: Ortega y Gasset, Max Estrella, Mefistófeles, Pierrot, María Zambrano, Blas Infante, Rosamunda, París, recorrido habitual.
  - Hacia Alegría de la Huerta: París, Rosamunda, Blas Infante, María Zambrano, Hamlet, Mefistófeles, Max Estrella, Ortega y Gasset, recorrido habitual.

Su horario es de 6.20 a 24.00 h.
- (**) La línea F funciona como línea hacia la feria durante las 24 horas del día, teniendo su cabecera durante el día en la Rotonda de Larios (Alameda Principal) y durante la noche en el lateral sur de la Alameda principal (Acera Líneas 3 y 11).

### Líneas de autobuses interurbanos
| Líneas interurbanas | Líneas interurbanas                                    | Líneas interurbanas | Líneas interurbanas |
| Línea               | Trayecto                                               | Información         |                     |
| ------------------- | ------------------------------------------------------ | ------------------- | ------------------- |
| M-410               | Feria de Málaga-Cártama                                | Horarios y Paradas  |                     |
| M-421               | Feria de Málaga-Benalmádena Costa                      | Horarios y Paradas  |                     |
| M-424               | Feria de Málaga-Alhaurín de la Torre-Pinos de Alhaurín | Horarios y Paradas  |                     |
| M-428               | Feria de Málaga-Rincón de la Victoria                  | Horarios y Paradas  |                     |
| M-450               | Feria de Málaga-Casabermeja                            | Horarios y Paradas  |                     |